# Happy Meal
O Happy Meal ("McLanche Feliz" no Brasil) é uma refeição infantil da rede de fast-food McDonald's, vendido desde junho de 1979. O lanche é composto de hambúrguer com carne bovina, pão com gergelim (em português:  sementes de sésamo), queijo, salada, batatas fritas e refrigerante.
É um pedido comum das crianças por oferecer grátis na sua embalagem, um brinquedo surpresa que muda todo mês, sempre englobando produções famosas na mídia. Por isso, em 2011 o Procon multou a rede em 3,192 milhões de reais, porque as crianças não se interessam pelo lanche, e sim pelo brinquedo. O processo partiu de uma denúncia do Projeto Criança e Consumo, do Instituto Alana, organização não governamental (ONG) que trata de consumo infantil.

## Descrição
O Happy Meal contém um item principal (geralmente um hambúrguer, queijo, ou o menos consumido Chicken McNuggets), um item secundário (batatas fritas, fatias de maçã, ou saladas em determinados locais), e uma bebida (leite, suco, ou refrigerante). A escolha dos itens muda de país para país, e pode depender do tamanho do restaurante.
Na maioria dos países, o McDonald's introduziu uma "opção saudável" ao lanche - as crianças podem escolher leite com seu lanche e a opção adicional como sucos de fruta e refrigerantes. As batatas fritas podem ser substituídas por pedaços de frutas.

## História
Na década de 1970, Yolanda Fernández de Cofiño começou a trabalhar com seu marido nas lojas de McDonald's da Guatemala. Ela criou o "Menu Ronald", que oferecia um hambúrguer, batatas fritas pequenas e um sundae pequeno para as mães. O conceito chamou a atenção da administração do McDonald's em Chicago. A companhia cedeu o desenvolvimento do produto para Bob Bernstein, fundador e diretor executivo da empresa Bernstein-Rein, uma agência que tinha contatos com o McDonald’s desde 1967.
Em 1977, clientes de uma loja do McDonald’s que conheciam Bernstein estavam procurando maneiras de criar uma melhor experiência para famílias com crianças. Bernstein pensou que se as crianças tivessem uma refeição embalada, em vez de apenas escolher as refeições dos pais, poderiam escolher as suas próprias refeições e ficariam mais felizes. Ele também disse que seu jovem filho perguntou “Por que não fizeram isso no McDonald’s? O pacote é a chave!”. Bernstein convocou sua equipe criativa e pensou em temas para atrair crianças e chamou conhecidos ilustradores infantis para criar a caixa com o lanche. Dentro da caixa, estaria um hambúrguer, batatas fritas pequenas, um pacote de biscoitos e um presente surpresa. Uma pequena bebida seria o acompanhamento. Bernstein deu o nome de The Happy Meal e foi introduzido com sucesso na TV e no rádio e em cartazes no Mercado de Kansas City, em outubro de  1977.
Bernstein recebeu a Marca Registrada (Trademark) #1136758 (Série #73148046) pela sua ideia em 1977 que ele atribuiu ao seu valorizado cliente, o McDonald’s, em 10 de Junho de 1980. Em 1987 na reunião anual de marketing do McDonald’s, ele foi reconhecido pelo sua realização com uma replica em tamanho real em bronze da caixa do Happy Meal box com a seguinte inscrição:
McDonald’s Happy Meal 10° Aniversário 1977-1987
À Robert A. Bernstein, da empresa de publicidade Bernstein-Rein
Obrigado por trazer o Happy Meal, uma ideia ousada, ao Sistema do McDonald’s.
O seu conhecimento e convicção verdadeiramente fez do McDonald’s um lugar divertido para as crianças nos últimos 10 anos!
Corporação McDonald’s
Setembro, 1987
Em Julho de 2011, McDonald's anunciou que planejava fazer do Happy Meal, uma refeição mais saudável, com a adição de maçãs. A refeição redesenhada contém uma menor porção de batatas fritas, juntamente com maçãs.

## Brinquedos
O Happy Meal não havia introduzido a prática de presentear pequenos brinquedos às crianças. No Canadá, a promoção anterior de Happy Meal foi chamada "Divertimento da Semana", onde um brinquedo diferente estava disponível gratuitamente se pedido a cada semana.
Os brinquedos do lanche se tornaram cada vez mais elaborados nos anos recentes. Quando inicialmente eram uma bugiganga feita de plástico barato, como um Frisbee ou uma bola, foram gradualmente substituídos por brinquedos mais sofisticados, muitos dos quais são produtos licenciados, como linhas de brinquedos, programas de TV, ou um filme popular do momento. Entre 1980 e 2006, geralmente era sobre filmes da Disney. Entretanto, a Disney não renovou o contrato, desejando usar seus personagens para promover refeições saudáveis.
No Chile, o Happy Meal, juntamente com refeições infantis e outras redes de fast-food, não podem mais dar brinquedos gratuitamente por causa de uma lei que foi aprovada, declarando que refeições infantis em restaurantes e produtos como junk food não devem mais dar brinquedos gratuitos em um movimento para diminuir a obesidade infantil.